# Eublemma deleta
Eublemma deleta is een vlinder van de familie van de spinneruilen (Erebidae). De wetenschappelijke naam van deze soort is voor het eerst voorgesteld als Thalpochares deleta door Otto Staudinger in een publicatie uit 1901.
De soort komt voor op Malta, in Algerije, Niger, Tunesië, Libië, Egypte, Syrië, Libanon, Israël, Jordanië, Saudi-Arabië en Jemen.